# Polystachya
Polystachya är ett släkte av orkidéer. Polystachya ingår i familjen orkidéer.

## Bildgalleri

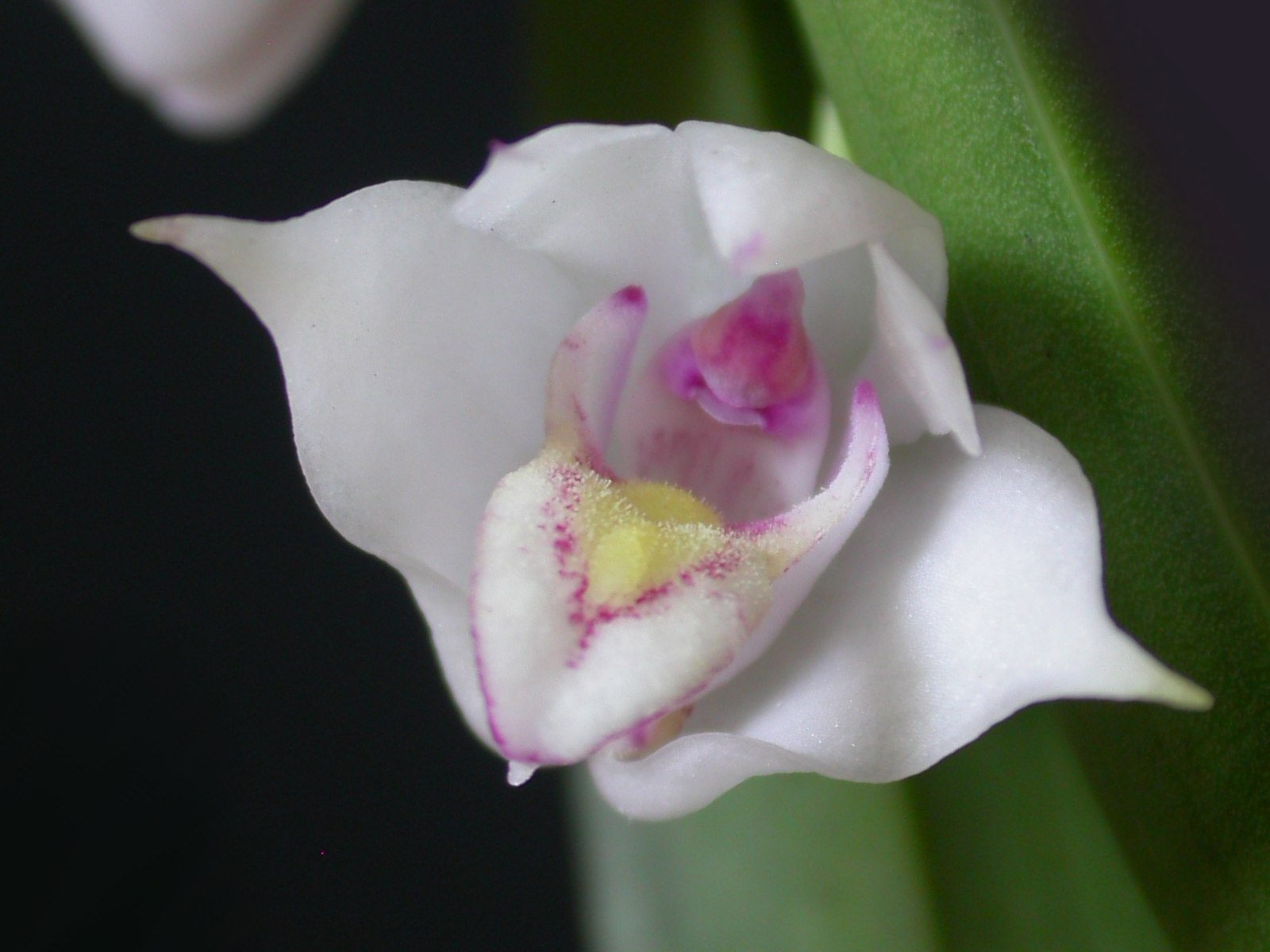
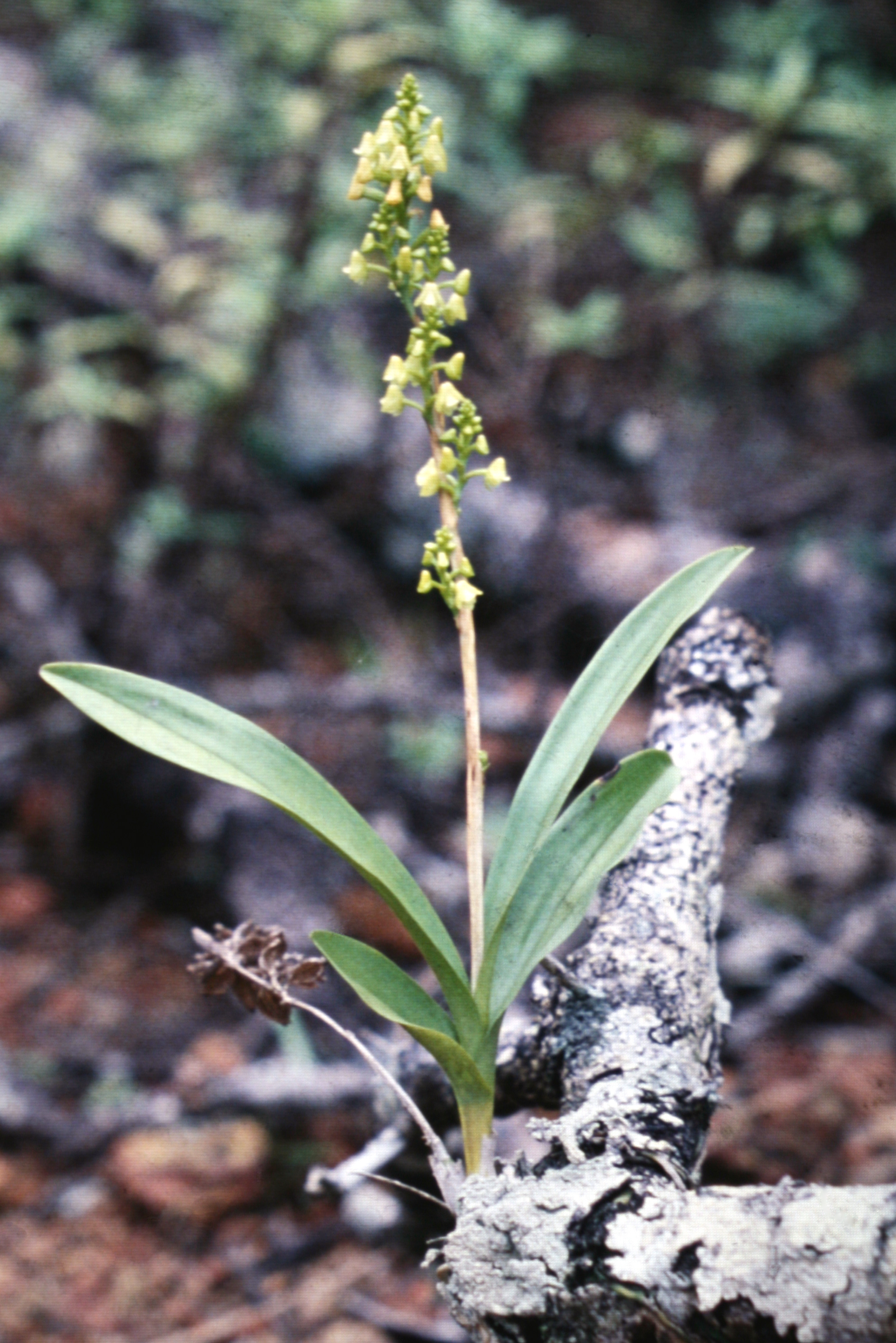
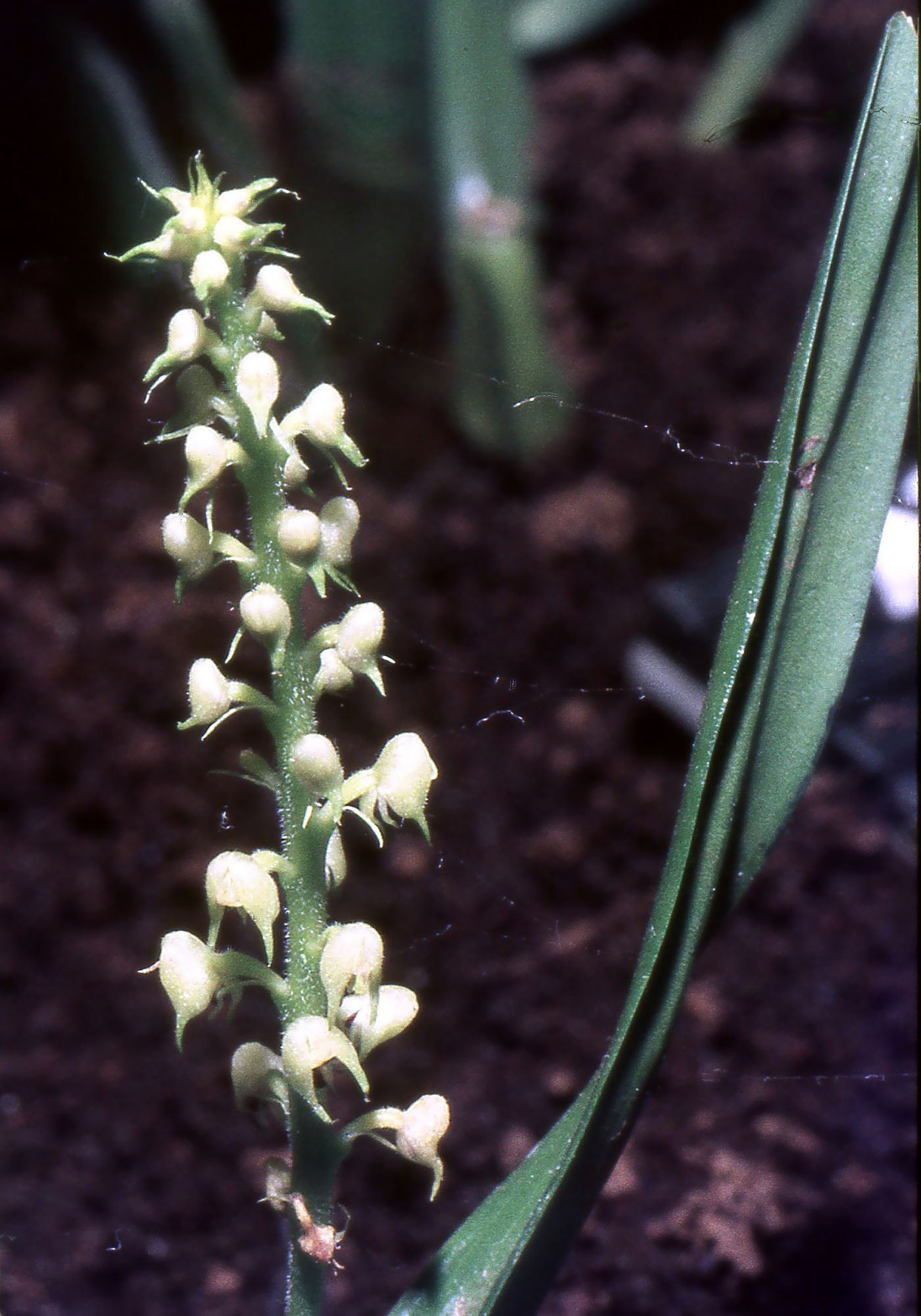
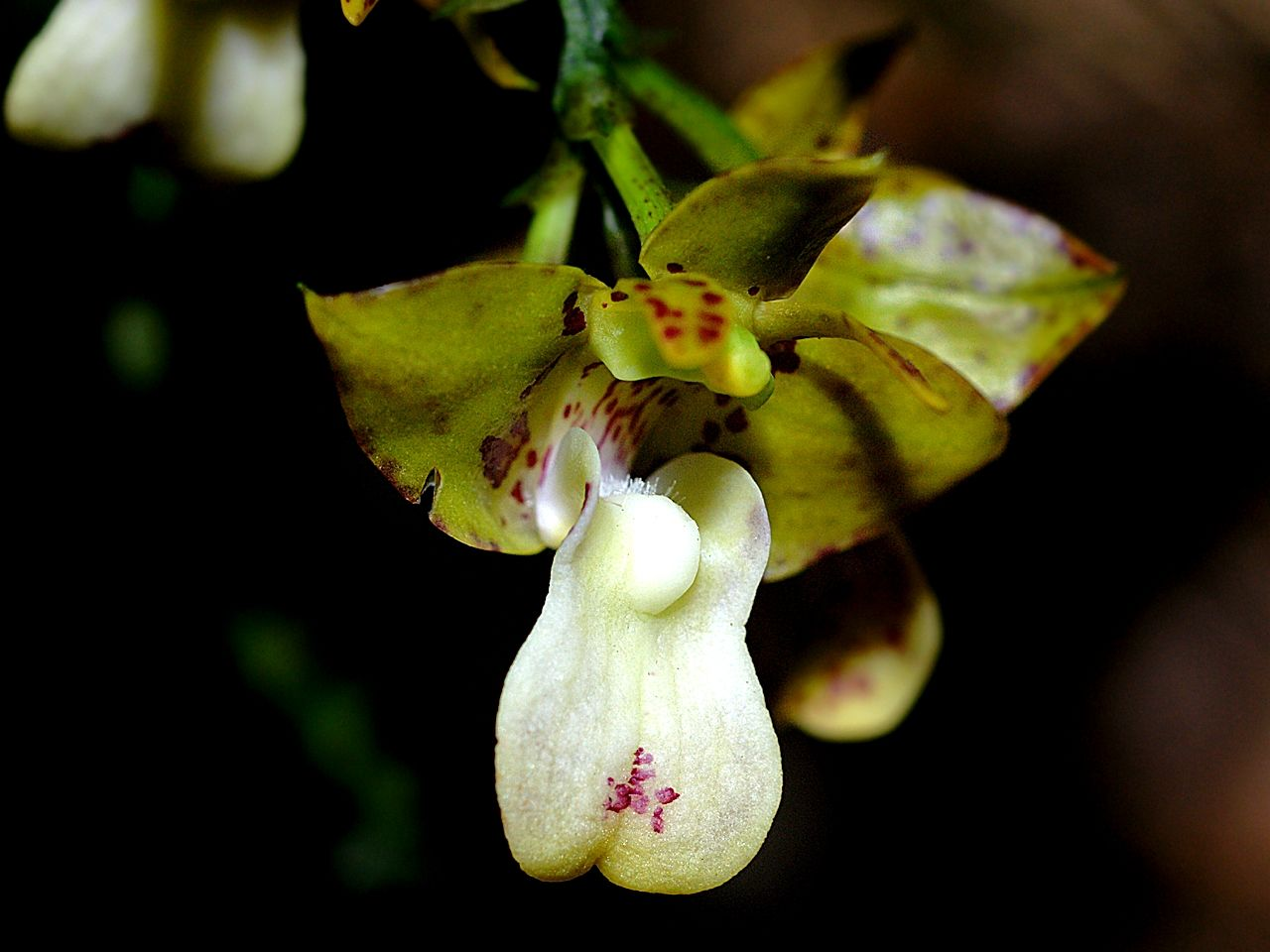
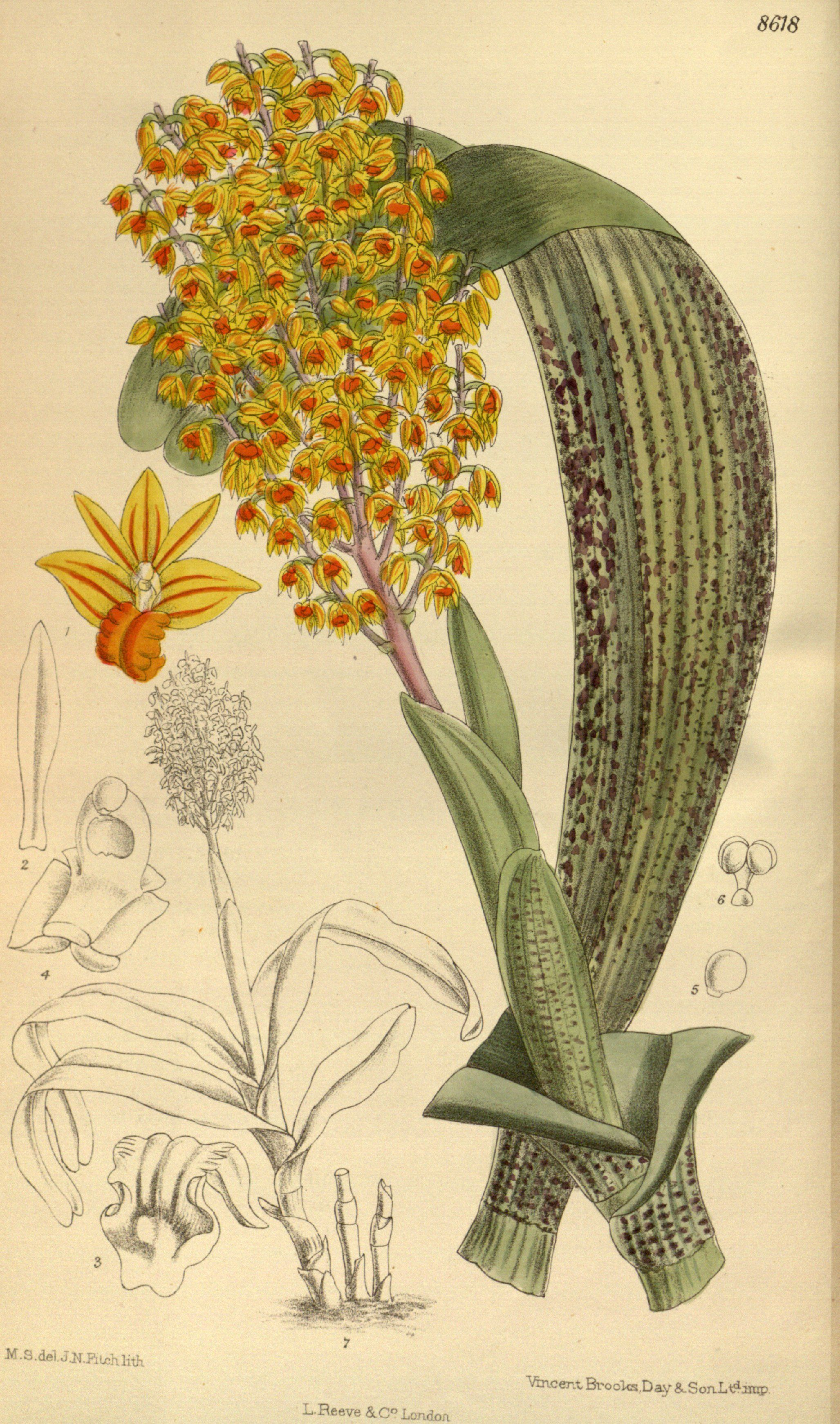
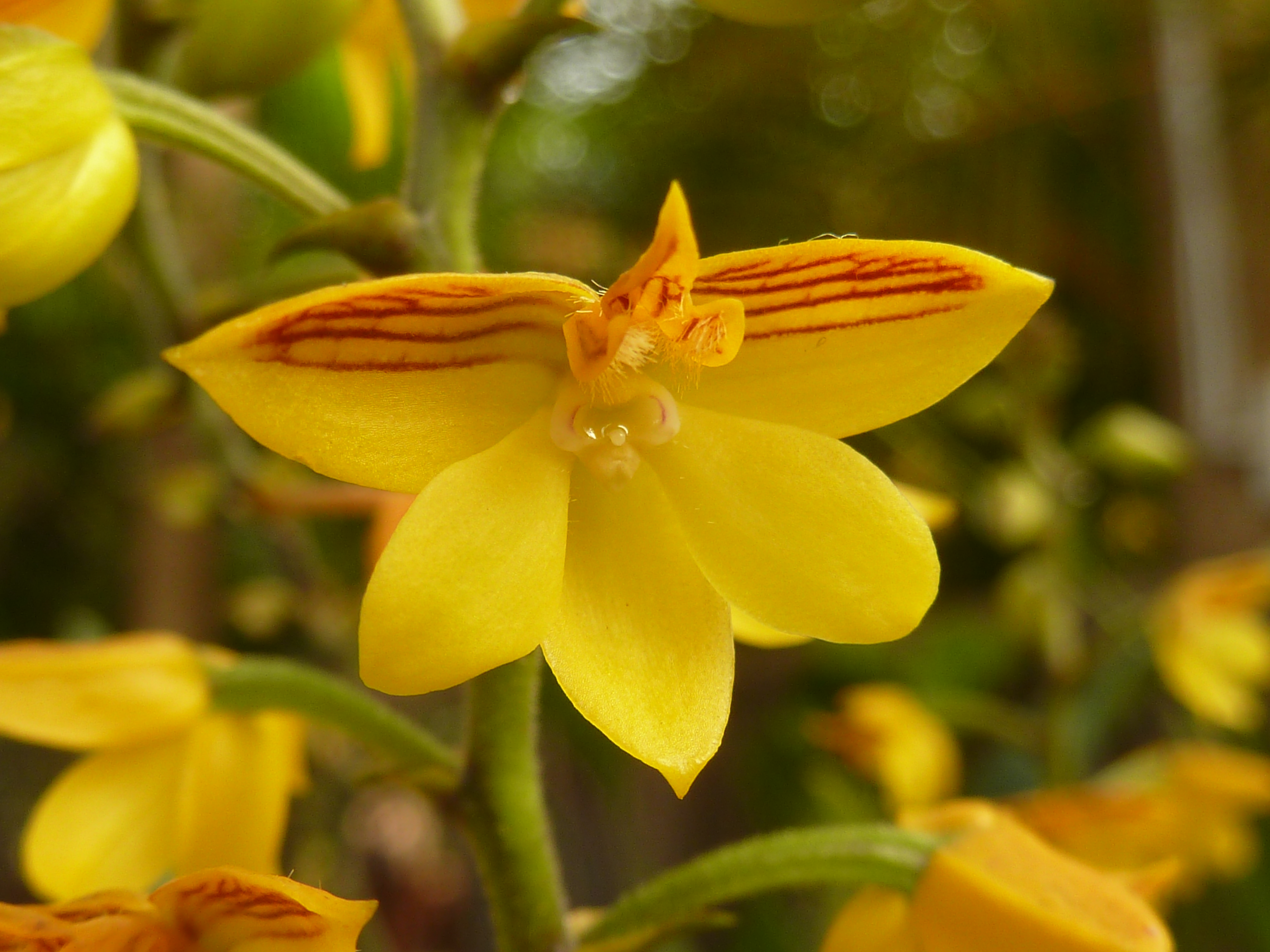

## Dottertaxa tillPolystachya, i alfabetisk ordning[1]
- Polystachya abbreviata
- Polystachya acridolens
- Polystachya acuminata
- Polystachya adansoniae
- Polystachya aethiopica
- Polystachya affinis
- Polystachya albescens
- Polystachya alpina
- Polystachya anastacialynae
- Polystachya anceps
- Polystachya angularis
- Polystachya anthoceros
- Polystachya armeniaca
- Polystachya asper
- Polystachya aurantiaca
- Polystachya bancoensis
- Polystachya batkoi
- Polystachya bella
- Polystachya bennettiana
- Polystachya bequaertii
- Polystachya bicalcarata
- Polystachya bicarinata
- Polystachya bifida
- Polystachya bipoda
- Polystachya biteaui
- Polystachya boliviensis
- Polystachya bradei
- Polystachya brassii
- Polystachya bruechertiae
- Polystachya brugeana
- Polystachya caduca
- Polystachya caespitifica
- Polystachya caespitosa
- Polystachya calluniflora
- Polystachya caloglossa
- Polystachya camaridioides
- Polystachya campyloglossa
- Polystachya canaliculata
- Polystachya candida
- Polystachya carnosa
- Polystachya caudata
- Polystachya cavanayensis
- Polystachya clareae
- Polystachya compereana
- Polystachya concreta
- Polystachya confusa
- Polystachya cooperi
- Polystachya coriscensis
- Polystachya cornigera
- Polystachya couloniana
- Polystachya crassifolia
- Polystachya cribbiana
- Polystachya cultriformis
- Polystachya dalzielii
- Polystachya dendrobiiflora
- Polystachya dewanckeliana
- Polystachya disiformis
- Polystachya disticha
- Polystachya doggettii
- Polystachya dolichophylla
- Polystachya elastica
- Polystachya elegans
- Polystachya engongensis
- Polystachya epiphytica
- Polystachya erythrocephala
- Polystachya estrellensis
- Polystachya eurychila
- Polystachya eurygnatha
- Polystachya euspatha
- Polystachya excelsa
- Polystachya expansa
- Polystachya fabriana
- Polystachya fallax
- Polystachya fariae
- Polystachya farinosa
- Polystachya fischeri
- Polystachya foliosa
- Polystachya fractiflexa
- Polystachya fulvilabia
- Polystachya fusiformis
- Polystachya gabonensis
- Polystachya galeata
- Polystachya geniculata
- Polystachya geraensis
- Polystachya goetzeana
- Polystachya golungensis
- Polystachya gracilenta
- Polystachya greatrexii
- Polystachya haroldiana
- Polystachya hastata
- Polystachya heckeliana
- Polystachya heckmanniana
- Polystachya henrici
- Polystachya hoehneana
- Polystachya holmesiana
- Polystachya holstii
- Polystachya humbertii
- Polystachya isochiloides
- Polystachya johnstonii
- Polystachya kaluluensis
- Polystachya kermesina
- Polystachya kingii
- Polystachya kornasiana
- Polystachya kubalae
- Polystachya kupensis
- Polystachya lacroixiana
- Polystachya laurentii
- Polystachya lawalreeana
- Polystachya lawrenceana
- Polystachya laxa
- Polystachya laxiflora
- Polystachya lejolyana
- Polystachya leonardiana
- Polystachya leonensis
- Polystachya letouzeyana
- Polystachya leucosepala
- Polystachya lindblomii
- Polystachya lineata
- Polystachya longiscapa
- Polystachya lukwangulensis
- Polystachya macropoda
- Polystachya maculata
- Polystachya mafingensis
- Polystachya magnibracteata
- Polystachya malilaensis
- Polystachya masayensis
- Polystachya mazumbaiensis
- Polystachya mcvaughiana
- Polystachya melanantha
- Polystachya melliodora
- Polystachya meyeri
- Polystachya micrantha
- Polystachya microbambusa
- Polystachya mildbraedii
- Polystachya minima
- Polystachya modesta
- Polystachya monolenis
- Polystachya monophylla
- Polystachya montiquetiana
- Polystachya moreauae
- Polystachya mukandaensis
- Polystachya mystacioides
- Polystachya mzuzuensis
- Polystachya nyanzensis
- Polystachya obanensis
- Polystachya oblanceolata
- Polystachya odorata
- Polystachya oligantha
- Polystachya oreocharis
- Polystachya ottoniana
- Polystachya pachychila
- Polystachya pamelae
- Polystachya paniculata
- Polystachya parva
- Polystachya parviflora
- Polystachya pergibbosa
- Polystachya perrieri
- Polystachya peruviana
- Polystachya piersii
- Polystachya pinicola
- Polystachya pobeguinii
- Polystachya pocsii
- Polystachya poikilantha
- Polystachya polychaete
- Polystachya porphyrochila
- Polystachya praecipitis
- Polystachya principia
- Polystachya proterantha
- Polystachya pseudodisa
- Polystachya puberula
- Polystachya pubescens
- Polystachya pudorina
- Polystachya purpureobracteata
- Polystachya pyramidalis
- Polystachya ramulosa
- Polystachya reflexa
- Polystachya reticulata
- Polystachya retusiloba
- Polystachya rhodochila
- Polystachya rhodoptera
- Polystachya ridleyi
- Polystachya riomuniensis
- Polystachya rivae
- Polystachya rolfeana
- Polystachya rosea
- Polystachya rosellata
- Polystachya rugosilabia
- Polystachya rupicola
- Polystachya ruwenzoriensis
- Polystachya rydingii
- Polystachya saccata
- Polystachya samilae
- Polystachya sandersonii
- Polystachya seidenfadeniana
- Polystachya serpentina
- Polystachya seticaulis
- Polystachya setifera
- Polystachya shega
- Polystachya simacoana
- Polystachya simplex
- Polystachya songaniensis
- Polystachya sosefii
- Polystachya spatella
- Polystachya stauroglossa
- Polystachya stenophylla
- Polystachya steudneri
- Polystachya stewartiana
- Polystachya stodolnyi
- Polystachya stuhlmannii
- Polystachya suaveolens
- Polystachya subdiphylla
- Polystachya subulata
- Polystachya subumbellata
- Polystachya superposita
- Polystachya supfiana
- Polystachya teitensis
- Polystachya tenella
- Polystachya tenuissima
- Polystachya testuana
- Polystachya thomensis
- Polystachya transvaalensis
- Polystachya tricuspidata
- Polystachya tridentata
- Polystachya troupiniana
- Polystachya tsaratananae
- Polystachya tsinjoarivensis
- Polystachya uluguruensis
- Polystachya undulata
- Polystachya vaginata
- Polystachya valentina
- Polystachya walravensiana
- Polystachya waterlotii
- Polystachya victoriae
- Polystachya wightii
- Polystachya villosa
- Polystachya villosula
- Polystachya winigeri
- Polystachya virescens
- Polystachya virginea
- Polystachya woosnamii
- Polystachya vulcanica
- Polystachya xerophila
- Polystachya zambesiaca
- Polystachya zuluensis